# Rosa Rossi
Rosa Rossi (Canosa di Puglia, Itàlia, 1928 – Roma, 3 de febrer de 2013) va ser una escriptora, hispanista i crítica literària italiana. Ha estat un referent de l'hispanisme italià.

## Formació i activitat professional
Cursà els estudis de Filologia Hispànica a la Universitat de Nàpols Frederic II. Conegué aleshores Giulia Adinolfii, a partir de la qual al cap dels anys establiria contacte amb Barcelona i amb la literatura hispànica. També en aquella època aprofundí en la seva ideologia comunista, marxista i feminista i des d'aquesta perspectiva intel·lectual estudià la literatura, i introduí les nocions de diferència i de gènere en l'anàlisi textual.
Va ser catedràtica de Llengua i Literatura Espanyola a la Università degli Studi Roma Tre. Destaquen els seus estudis sobre Cervantes, Joan de la Creu i Teresa de Jesús; publicats en italià i alguns traduïts després a l'espanyol. Les seves publicacions comencen amb l'assaig Esperienza interiore e storia nell'autobiografia di Teresa d'Avila. En el perfil biogràfic que traçà sobre Teresa de Jesús reconstrueix la gènesi dels textos d'una dona del segle xvi que gosa escriure i que, a més, amb el que escriu escandalitza. De Cervantes en fa una relectura original, basada en l'exploració dels mecanismes que guien la personalitat complexa d'aquest escriptor. De Joan de la Creu n'estudia no només la poesia sinó també la prosa, menys coneguda, i el considera un personatge no patriarcal, enemic del poder d'uns i altres i en certa manera marginat, ignorat. En totes tres figures Rossi ha reconegut l'essència rebel i ha denunciat una cultura que els ha reduït a les regles establertes pel poder. Ha estudiat també altres autors, com Rafael Sánchez Ferlosio, Maria de Cazalla...
Va escriure també Le parole delle donne, un estudi del llenguatge sota el prisma dels rols sexuals. Va publicar una Breu storia della letteratura spagnola; i també dues novel·les –Una visita di primavera (1979) i L'ultimo capitolo (1984)– i un recull de contes. L'últim llibre de Rossi, Le estasi laiche di Teresa d'Avila. Psicoanalisi, misticismo e altre esperienze culturali a confronto, constitueix una conversa de dos amics: Rossi, experta en místics, i Doriano Fasoli, expert en psicoanàlisi, que aborden el tema profund de l'espiritualitat en un món trastornat.
Obtingué el premi Donna Città di Roma pel seu llibre Teresa d'Avila: biografia di una scrittrice.

## Obra
- Scrivere a Madrid: studi sul linguaggio politico di due intellettuali suïcidi dell'800 spagnolo (1973)
- Esperienza interiore e storia nell'autobiografia di Teresa d'Avila (1977)
- Le parole delle donne (1978)
- Teresa d'Avila: biografia di una scrittrice (1983) Traduït al castellà, Teresa de Ávila: biografia d'una escritora (1984)
- Escuchar a Cervantes: un ensayo biográfico (1988)
- Breve storia della letteratura spagnola: dalla fine del Medioevo ai poeti degli anni' 90 (1992)
- Giovanni della Croce. Solitudine e creatività (1993). Traduït al castellà,Juan de la Cruz: silencio y creatividad (1996)
- Sulle tracce di Cervantes: profilo inedito dell'autore del Chisciotte (1997)
- (juntament amb Doriano Fasoli) Le estasi laiche di Teresa d'Avila. Psicoanalisi, misticismo e altre esperienze culturali a confronto (2013)